# Virus de l'hépatite G
Pegivirus hominis
Pour les articles homonymes, voir HGV.
Espèce
Synonymes
- Pegivirus C, ICTV, 2016
- GB virus C
- Hepatitis G virus

Pegivirus hominis (anciennement Pegivirus C), aussi appelé virus GB-C (en anglais, GB virus C ou GBV-C) et anciennement virus de l'hépatite G (Hepatitis G virus ou HGV) est un virus à ARN. GB virus C et hepatitis G virus ont été identifiés séparément en 1995 et se sont révélés par la suite être deux isolats du même virus. (les virus GB-A et GB-B sont des virus homologues du Tamarin, le GB-C étant un virus humain.)
Bien qu’on ait d’abord pensé que le virus GBV-C était associé à une hépatite chronique, des recherches plus poussées n’ont pas permis d'identifier une quelconque association entre ce virus et une maladie clinique.
Le virus GBV-C est, phylogénétiquement, étroitement lié au virus de l'hépatite C, mais semble se reproduire principalement dans les lymphocytes et les cellules monocytaires du sang périphériques, et peu ou pas du tout dans les hépatocytes.
La majorité des patients immuno-compétents semblent éliminer toute virémie par le GBV-C dans les premières années qui suivent l'infection et, bien que l'intervalle de temps entre l’infection par le GBV-C et la disparition de la virémie (détection de l’ARN du GBV-C dans le plasma) ne soit pas connue, l'infection peut persister pendant des décennies chez certains individus. Le principal marqueur de l'existence passée de l'infection par le virus GB de type C est la présence dans le sang d'anticorps dirigés contre la protéine E2.
Environ 2 % des donneurs de sang des États-Unis, a priori en bonne santé sont séro-positifs pour GBV-C, et jusqu'à 13 % des donneurs sont positifs à la présence d'anticorps anti E2. Néanmoins, étant donné l'absence de symptômes provoqués par ce virus, les autorités sanitaires américaines ont décidé de ne plus tester le sang pour ce virus.
Les modes de transmission parentérale, sexuelle et verticale (trans-placentaire) du GBV-C ont tous été documentés, et en raison de modes de transmission communs, les personnes infectées par le VIH sont souvent co-infectés par le GBV-C. Parmi les personnes infectées par le VIH, la prévalence de la virémie au GBV-C va de 14 à 43 %.
Certaines études ont suggéré que la co-infection par le HGV pouvait ralentir la progression de hépatite C et du VIH. Ce ralentissement, voire l'inhibition de la réplication du VIH est due à 2 protéines virales distinctes : la protéine d'enveloppe E2, qui provoque par son interaction avec son récepteur l'activation de facteurs de restriction cellulaires et inhibe l'entrée de VIH, tandis que la protéine NS5A inhibe la réplication du virus.